# Huligerepura, Maddur
Huligerepura là một làng thuộc tehsil Maddur, huyện Mandya, bang Karnataka, Ấn Độ.